# Командування сил спеціальних операцій корпусу морської піхоти США
Командування сил спеціальних операцій корпусу морської піхоти США (англ. United States Marine Corps Forces Special Operations Command) — одне з 5 командувань Сил спеціальних операцій США і головне командування Сил спеціальних операцій Корпусу морської піхоти США, що здійснює безпосереднє керівництво усіма основними компонентами ССО Корпусу, які входять до її складу.
Командування сил спеціальних операцій корпусу морської піхоти становить спеціалізований оперативний орган управління Збройних сил країни, що організаційно входить до складу Корпусу морської піхоти та ССО країни, й забезпечує повний спектр завдань з планування, підготовки та застосування власного компоненту сил спеціальних операцій КМП у всьому світові.
Командування несе безпосередню відповідальність за комплектування, тренування, оснащення, керівництво, планування застосування визначених компонентів ССО й виконує завдання з всебічної підготовки своїх підлеглих компонентів, які у будь-яких умовах повинні виконувати завдання спеціальних операцій у всьому світові.

## Призначення
Командування сил спеціальних операцій корпусу морської піхоти ВМС США розпочало своє формування з моменту прийняття рішення 23 листопада 2005 року секретарем оборони Дональдом Рамсфелдом. 24 лютого 2006 року на військовій базі Корпусу морської піхоти у Кемп-Леджейн у Північній Кароліні відбулося урочисте відкриття нового командування ССО, як окремого органу управління компоненту Командування ССО у Тампі, Флорида.
Основним призначенням цього Командування є підготовка сил спеціальних операцій, що організаційно належать Корпусу морської піхоти США, для виконання ними завдань спецоперацій, а саме ведення спеціальної розвідки, проведення прямих акцій, надання військової допомоги дружнім силам оборони, участь в інформаційних операціях, а також у боротьбі з тероризмом.

## Історія
З моменту відокремлення Сил спеціальних операцій в окремий вид Збройних сил Сполучених Штатів та заснування у 1986 році власного автономного Командування, ідея утворення окремого органу управління для Корпусу морської піхоти в цій структурі була дуже спірною й контроверсійною. З одного боку, керівництво морської піхоти США вважало, що деякі з їх спеціалізованих підрозділів, зокрема Бойова розвідка морської піхоти є найбільш підготовленими формуваннями й краще їм залишатися в єдиній системі усього Корпусу, ніж передати їх до складу ССО.
Атаки 11 вересня 2001 року й Глобальна війна проти тероризму, що послідкувала, в контексті нової політики держсекретаря оборони Д.Рамсфелда на максимальне використання бойових спроможностей усіх складових збройних сил, викрили певні недоліки та труднощі у реалізації спеціальних завдань морськими піхотинцями у відриві від конгломерату сил спецоперацій та поза можливості застосовувати їх величезний сумарний потенціал. Така ситуація підштовхнула американське військове керівництво та генералітет Корпусу до нелегкого рішення про необхідність інтеграції спеціальних підрозділів морської піхоти в єдину систему ССО США.
Створення MARSOC стало значним кроком вперед у реалізації такої цілі, а формування 1-го загону спецоперацій ССО морської піхоти, невеликого підрозділу чисельністю всього 86 чоловік, стало пілотним проектом на шляху консолідації усіх сил видів Збройних сил у напрямку створення унікальної та комплексної системи сил спеціальних операцій.
Особовий склад, що йшов на укомплектування 1-го загону, прибував в основному з 1-ї та 2-ї розвідувальних рот бойової розвідки морської піхоти, а також фахівців SEAL з 1-ї групи спецоперацій ВМС, що прибували, як бойові інструктори. 1-й загін провів безліч спеціальних операцій в Іраку під час війни, пліч-о-пліч зі своїми бойовими товаришами з інших формувань сил спеціальних операцій, й довів свою високу професійну готовність до виконання найскладніших задач у складних умовах обстановки.

## Структура MARSOC
| Організаційно-штатна структура Командування сил спеціальних операцій корпусу морської піхоти США |
| ------------------------------------------------------------------------------------------------ |
|                                                                                                  |

## Відео
- US Marine Corps Special Operation Forces MARSOC!!! [Архівовано 30 Березня 2016 у Wayback Machine.]